# Ivachnová
Ivachnová (ungarisch Ivachnófalu) ist eine Gemeinde in der nördlichen Mittelslowakei mit 760 Einwohnern (Stand 31. Dezember 2024), die zum Okres Ružomberok, einem Kreis des Žilinský kraj gehört und zur traditionellen Landschaft Liptau gezählt wird. 

## Geographie
Die Gemeinde befindet sich im westlichen Teil des Talkessels Podtatranská kotlina am linken Ufer der Waag. Das Ortszentrum liegt auf einer Höhe von 503 m n.m. und ist zehn Kilometer von Ružomberok sowie 16 Kilometer von Liptovský Mikuláš entfernt.

## Geschichte
Der Ort wurde zum ersten Mal 1298 schriftlich erwähnt.
1924–1955 war der Ort Liptovský Michal (damals noch Svätý Michal) Teil der Gemeinde. 1976–1989 war Ivachnová selbst Teil von Liptovská Teplá.

## Bevölkerung
| Jahr                | 1994 | 2004    | 2014    | 2024     |
| ------------------- | ---- | ------- | ------- | -------- |
| Anzahl der Personen | 475  | 500     | 581     | 760      |
| Unterschied         |      | +5,26 % | +16,2 % | +30,80 % |

| Jahr                | 2023 | 2024    |
| ------------------- | ---- | ------- |
| Anzahl der Personen | 728  | 760     |
| Unterschied         |      | +4,39 % |

Ergebnisse nach der Volkszählung 2001 (481 Einwohner):
| Nach Ethnie: - 99,38 % Slowaken - 0,62 % Tschechen | Nach Konfession: - 89,60 % römisch-katholisch - 4,56 % konfessionslos - 3,53 % keine Angabe - 2,29 % evangelisch |